# 아멘 (2011년 영화)
《아멘》은 2011년 대한민국 드라마 영화이다. 김기덕이 각본과 감독을 맡았으며 김예나가 출연했다. 한국인 소녀의 여행을 다루고 있는 이 영화는 유럽에서 촬영되었으며, 2011년 산세바스찬 국제 영화제에서 처음으로 공개되었다.

## 출연진
- 김예나 - 소녀
- 김기덕 - 방독면 강간범